# Буланово (Полтавский район)
Буланово (укр. Буланове) — село,
Тростянецкий сельский совет,
Полтавский район,
Полтавская область,
Украина.
Код КОАТУУ — 5324086202. Население по переписи 2017 года составляло 108 человек.

## Географическое положение
Село Буланово находится на правом берегу реки Ворскла,
выше по течению на расстоянии в 2 км расположено село Квитковое,
на противоположном берегу — село Головач.
Река в этом месте извилистая, образует лиманы, старицы и заболоченные озёра.